# Música tradicional
A música tradicional (também chamada de música folclórica/folk) é o conjunto de canções tradicionais de um povo. Tratam de quase todos os tipos de atividades humanas e muitas destas canções expressam crenças religiosas ou políticas de um povo ou descrevem sua história. As canções tradicionais lendárias são geralmente de origem remota e têm caráter poético. São exemplos disso as baladas inglesas da Idade Média e do Renascimento e os spirituals dos afro-americanos. Fruto de transmissão oral, a música tradicional sofre evolução e é permeável aos contatos e influências culturais do exterior.
O termo música tradicional/folclórica tem origem no século XIX, mas muitas vezes é aplicado a música que é mais antiga do que isso. Alguns tipos de música tradicional também são chamados de música do mundo. A música tradicional tem sido definida de várias maneiras: como música transmitida oralmente, música com compositores desconhecidos, ou música realizada por costume durante um longo período de tempo. Foi contrastada com estilos comerciais e clássicos.
A música tradicional é a música que representa uma comunidade e pode ser cantada ou tocada por pessoas que podem ou não ser músicos treinados, usando os instrumentos disponíveis para eles. À medida que os tempos mudaram, a música progrediu para refletir os tempos. Muitas das antigas canções de trabalho e de protesto ainda são cantadas hoje, embora com novos versículos que foram adicionados para refletir o contexto em que as músicas foram ressuscitadas.

## Origens

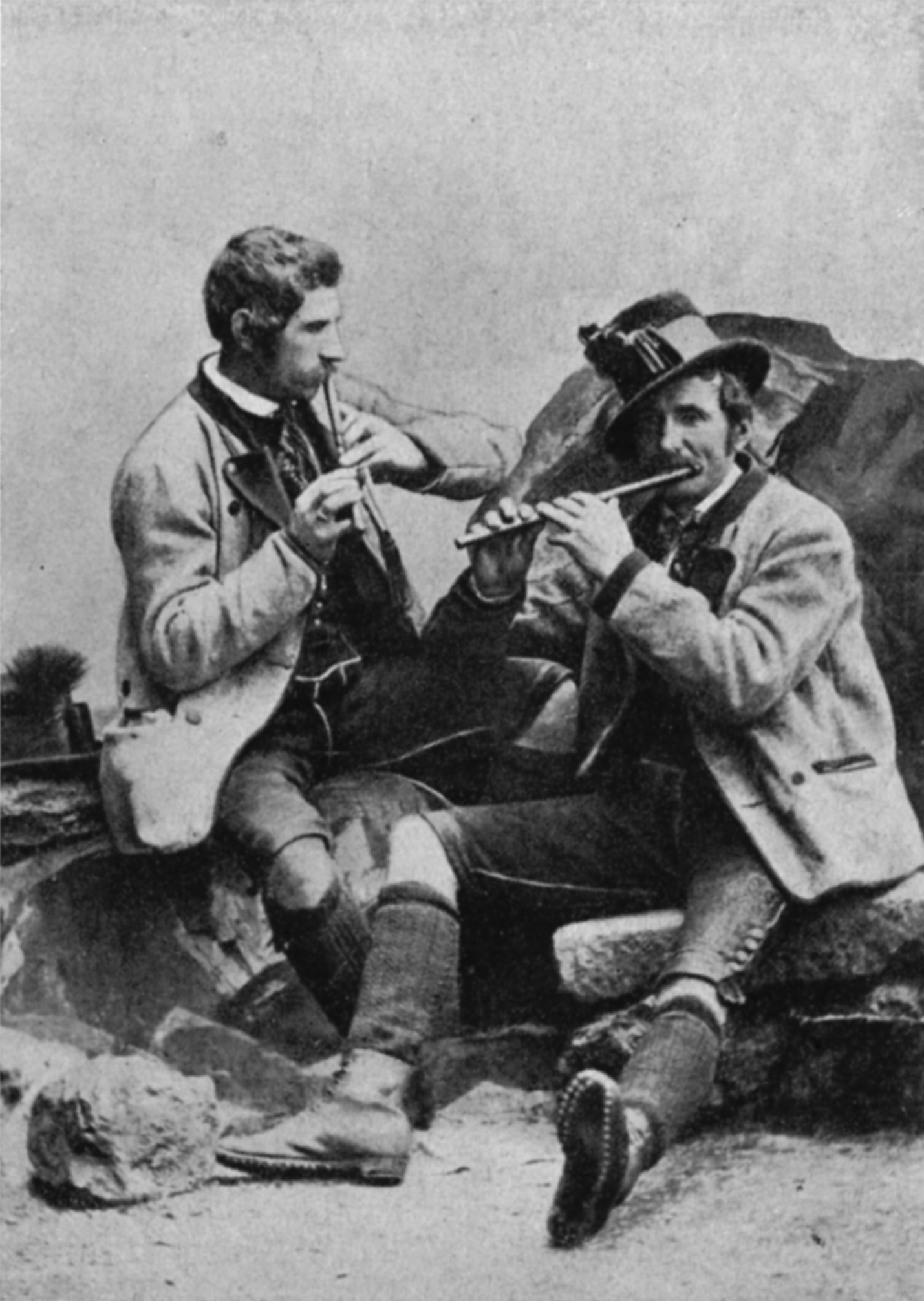
Os irmãos Steinegger, flautistas tradicionais de Grundlsee, Styria, 1880.

Durante a maior parte da pré-história e história humana, não era possível ouvir música gravada. A música foi feita por pessoas comuns durante o seu trabalho e lazer, bem como durante atividades religiosas. O trabalho de produção econômica era muitas vezes manual e comunal. A mão-de-obra manual geralmente incluía o canto dos trabalhadores, o que serviu para vários propósitos práticos. Reduziu o tédio das tarefas repetitivas, manteve o ritmo durante as empuxas e puxações sincronizadas, e estabeleceu o ritmo de muitas atividades, como plantação, capina, colheita, trilha, tecelagem e moagem. No tempo de lazer, cantar e tocar instrumentos musicais eram formas comuns de entretenimento e histórias - ainda mais comuns do que hoje, quando tecnologias ativadas por eletricidade e alfabetização generalizada fazem com que outras formas de entretenimento e compartilhamento de informação sejam competitivas.

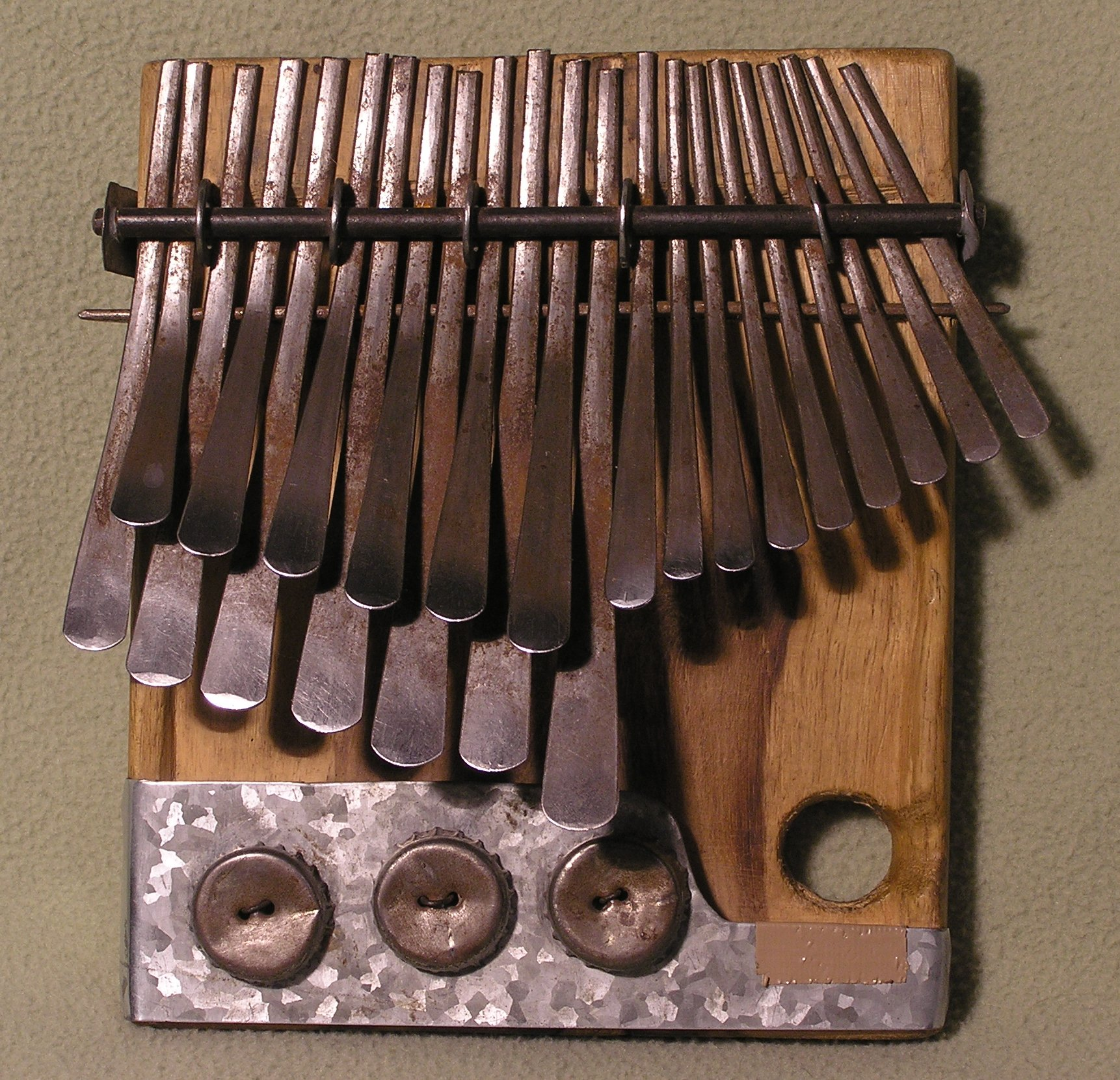
Uma kalimba africana, instrumento típico da música tradicional africana.

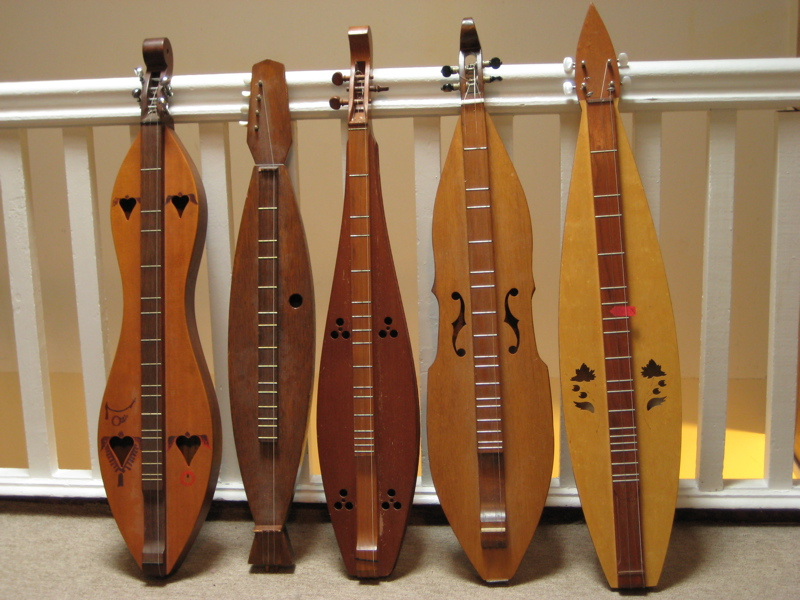
Saltério dos Apalaches, usado na antiga música tradicional dos Estados Unidos.

Uma definição consistente de música folclórica/tradicional é elusiva. Os termos música folclórica, canção folclórica e dança folclórica são expressões comparativamente recentes. Eles são extensões do termo folclore, que foi inventado em 1846 pelo antiquário inglês William Thoms para descrever "as tradições, os costumes e as superstições das classes rurais, rústicas". O termo folk é derivado também da expressão alemã Volk, que significa "as pessoas como um todo"; esse termo foi aplicado à música popular e nacional por Johann Gottfried Herder e os Românticos alemães mais de meio século antes. A música tradicional também inclui a música indígena.
No entanto, apesar da montagem de um enorme corpo de trabalho ao longo de dois séculos, ainda não existe uma definição certa e clara sobre o que é a música folclórica. Alguns estudiosos nem sequer concordam que o termo música folclórica deva ser usado. A música tradicional pode tender a ter certas características, mas não pode ser claramente diferenciada em termos puramente musicais. Um significado freqüentemente dado é o de "canções antigas, feitas por compositores desconhecidos", outro é o da música que foi submetida a um "processo evolutivo de transmissão oral... a moda e a reestruturação da música pela comunidade que lhe dá seu caráter folclórico."
Essas definições dependem de "processos (culturais) em vez de tipos musicais abstratos...", sobre "continuidade e transmissão oral ... visto como caracterizando um lado de uma dicotomia cultural, cujo outro lado é encontrado não só nas menores camadas das sociedades feudais, capitalistas e algumas orientais, mas também em sociedades "primitivas" e em partes de "culturas populares". Uma definição amplamente utilizada é: "a música folclórica é o que as pessoas cantam".
A música folclórica já era "vista como a autêntica expressão de um modo de vida passado ou prestes a desaparecer (ou, em alguns casos, a ser preservado ou de alguma forma revivido)", particularmente em "uma comunidade não influenciada por música de arte" e por canções mainstream. Lloyd rejeitou isso em favor de uma simples distinção de classe econômica. No entanto, para ele, a verdadeira música folclórica foi, como nas palavras de Charles Seeger, "associada a uma classe baixa" em sociedades culturalmente e socialmente estratificadas. Nestes termos, a música folclórica pode ser vista como parte de um "esquema composto por quatro tipos musicais:" 'primitivo' ou 'tribal', 'elite' ou 'arte', 'folk' e 'popular'.
Embora o termo música tradicional geralmente seja apenas descritivo, em alguns casos as pessoas o usam como o nome de um gênero musical distinto. Por exemplo, o Grammy Award usou anteriormente os termos "música tradicional" e "folk tradicional" para música folclórica que não é contemporânea.

## Definições e vertentes
Existem diversas definições para o que se considera como música tradicional (ou folclórica). Entre elas:
- Músicas que não têm um autor conhecido;
- Canções que foram transmitidas por diversas gerações através da tradição oral, sem serem escritas;
- Canções que ninguém possui - que entraram no "domínio público";
- Canções que todos em uma comunidade conhecem;
- Música étnica: músicas pelas quais um grupo cultural se define - ou pela qual é definido;
- Música acústica tocada com instrumentos "tradicionais";
- Música que qualquer um pode tocar e cantar;
- Música interpretada por músicos amadores;
- Música que aborda temas de cunho social e político;
- Canções de, por, e para "as pessoas";
- Canções baseadas em imagens naturais, lendas antigas e simbolismo arquetípico;
- Músicas de história; Baladas;
- Música que desafia as categorizações.

Durante o século XX, o termo "folk music" recebeu um segundo significado: um tipo específico de música popular que é descendência cultural da música tradicional rural, ou de outro modo influenciada por ela. Entendida no primeiro significado, a música folclórica sobrevive melhor em zonas onde a sociedade, geralmente rural, ainda não é afetada pela comunicação de massas e pela comercialização da cultura. Era geralmente partilhada e executada pela comunidade como um todo, sendo muitas vezes transmitida pela tradição não escrita.
As canções tradicionais de um povo tratam de quase todos os tipos de atividades humanas. Assim, muitas destas canções expressam crenças religiosas ou políticas de um povo ou descrevem sua história. A melodia e a letra de uma canção popular podem sofrer modificações no decorrer de um tempo, pois normalmente a transmissão é oral e passam de geração em geração.
As "canções de dança" são um dos tipos mais antigos de música popular. Cantadas como acompanhamento para danças, o nome de seus compositores perdeu-se no tempo. Muitas são ainda associadas ao lugar de origem, como a gavota francesa, a mazurca e a polca, da Polônia, o fado e o vira de Portugal, e a tarantela da Itália. As canções lendárias são geralmente de origem semi-conhecida, às vezes literária, e têm caráter poético. Expressam os acontecimentos interpretados através da perspetiva do cantor. São exemplos disso os romances de tema épico ou criminoso. As danças e jogos infantis são transmitidas por uma peculiar camada da sociedade que, não utilizando a escritura como meio de transmissão, assemelha à sociedade rural adulta.

### Características
Do ponto de vista histórico, a música tradicional tem as seguintes características:
- Foi transmitida através de uma tradição oral. Antes do século 20, os trabalhadores agrícolas e os trabalhadores das fábricas eram geralmente analfabetos. Eles adquiriram músicas memorizando-as;

- A música era muitas vezes relacionada à cultura nacional. Era culturalmente privada; De uma determinada região ou cultura. No contexto de um grupo imigrante, a música folclórica adquire uma dimensão extra para a coesão social. É particularmente notável nas sociedades de imigrantes, onde os australianos gregos, os americanos da Somália, os canadenses Punjabi e outros se esforçam para enfatizar suas diferenças em relação a cultura dominante no local. Eles aprendem músicas e danças que se originam nos países dos quais seus avós vieram;

- Eles comemoram eventos históricos e pessoais. Em certos dias do ano, como a Páscoa, o Dia de Maio e o Natal, canções específicas celebram o ciclo anual. Casamentos, aniversários e funerais também podem ser celebrados com músicas, danças e costumes especiais. Festivais religiosos muitas vezes têm um componente de música folclórica. A música de coral nestes eventos traz crianças e cantores não profissionais para participar de uma arena pública, dando uma ligação emocional que não está relacionada com as qualidades estéticas da música;

- As músicas foram realizadas, por costume, durante um longo período de tempo, geralmente várias gerações.

Como efeito colateral, as seguintes características são por vezes presentes:
- Não há direitos autorais sobre as músicas. Centenas de canções folclóricas do século XIX possuem autores, mas continuaram na tradição oral até o ponto em que são consideradas tradicionais para fins de publicação musical. Isso se tornou bem menos frequente desde a década de 1940. Hoje, quase todas as músicas folk gravadas são creditadas a um arranjador;

- Fusão de culturas: pelo fato de as culturas interagirem e mudarem ao longo do tempo, as músicas tradicionais que evoluem ao longo do tempo podem incorporar e refletir influências de culturas diferentes. Os fatores relevantes podem incluir instrumentação, afinação, vocais, phrasing, temáticas e até mesmo métodos de produção.

Composição
- Na música folclórica, um som é uma peça instrumental curta, uma melodia, muitas vezes com seções repetitivas, e geralmente tocadas várias vezes. Uma coleção de sons com semelhanças estruturais é conhecida como uma "melodia-de-família". O livro "America's Musical Landscape" diz que "a forma mais comum para músicas tradicionais é a AABB, também conhecida como forma binária".

## No Brasil
No Brasil, as danças folclóricas podem ser divididas em dramáticas e não dramáticas. As dramáticas compreendem uma parte representada e têm um tema determinado como por exemplo, "bumba-meu-boi", do Nordeste brasileiro. As não dramáticas não contêm elementos de representação; a maior parte delas segue duas espécies de formação: em roda, às vezes com solista no centro de origem africana ou portuguesa ou em fileiras opostas, de origem indígena ou nacional. As danças e jogos infantis no Brasil reduzem-se praticamente às danças de roda. Algumas são de criação nacional com influência das modinhas, como "Nesta Rua tem um Bosque"; outras têm influência africana como "Sambalelê".
Os estilos variam com a região e a época, mas, entre eles, estão o lundu de origem africana, o cateretê de origem indígena, a modinha de origem portuguesa, o choro, o maxixe, o samba, a umbigada, a congada, a Folia de Reis, o repente, a cantiga de roda, o maracatu, o forró, a música sertaneja e a caipira, a moda de viola, o candomblé e a música nativista e a música tradicionalista da região sul,do estado do Rio Grande do Sul.

## Em Portugal
Embora representem metodologias afastadas da prática actual, o estudo da música tradicional em Portugal conta com ilustres antecedentes nos trabalhos de César das Neves, Francisco Serrano, Rodney Gallop, Francisco Serrano Baptista, Gonçalo Sampaio, Jaime Lopes Dias, Kurt Schindler, Vergílio Pereira e Fernando Pires de Lima. Mas muito do conhecimento que se tem do património da música tradicional deve-se ao trabalho pioneiro de Michel Giacometti dedicado à recolha e gravação fonográfica das manifestações musicais do povo português. A fonte bibliográfica das melodias tradicionais encontra-se nas compilações chamadas de cancioneiros. Como principais cancioneiros galegos, referem-se o de Eduardo Martínez Torner e Jesus Bal y Gay e o de Casto Sampedro y Folgar.
Alguns autores de música erudita portuguesa, como foi o caso de Fernando Lopes-Graça, demonstram um profundo conhecimento das raízes culturais da música portuguesa. Mais recentemente e na sequência do exemplo de Lopes-Graça, o compositor Eurico Carrapatoso (n. 1962) tem feito um trabalho regular de harmonização da melodia popular portuguesa numa série de harmonizações denominadas com o título genérico "O que me diz o vento de..." (O que me diz o vento de Serpa, O que me diz o vento d'Óbidos, O que me diz o vento mirandês, por exemplo)
Entre os nomes que mais se dedicaram a interpretar repertório tradicional português, encontram-se os de Ana Faria, Cândida Branca Flor, Renato Carrasquinho, Terra a Terra e Ronda dos Quatro Caminhos.

## Improvisação na música tradicional
A improvisação é inerente a e indissociável da música tradicional. Por exemplo, um gaiteiro nunca vai tocar a peça duas vezes da mesma maneira, em oposição à música escrita clássica, onde existe uma intenção de solidificar a obra, através das partituras. Na música tradicional, a improvisação impõe-se e é uma obrigação.
Tal como no Jazz, a música tradicional dá mais importância à improvisação do que à melodia. Mas, enquanto no Jazz a improvisação faz-se sobre estruturas claras de mudanças de compasso, fundamentalmente harmónicas, a música tradicional não tem complexidade harmónica e, por isso, a improvisação é exclusivamente melódica, ou seja, é um claro desenvolvimento da melodia que se faz essencialmente através de ornamentos.